# María Belén Morales
María Belén Morales Gómez (Santa Cruz de Tenerife, 27 de noviembre de 1928 - 28 de agosto de 2016), fue una escultora y pintora española.

## Trayectoria
Su trayectoria se desarrolla bajo el signo de la investigación en diversas formas y materiales. Su dominio de la escultura, el collage, el dibujo, los múltiples, la joyería, la pintura o los murales la convierten en una artista multidisciplinar.
En sus años de juventud, hasta 1963, apostó por un arte experimental que buscaba trascender el modelado, descubrir la soldadura, trabajar el ensamblaje e indagar en la superficie metálica para alejarse la realidad figurativa y aproximarse a la abstracción.
Entre 1963 y 1970 su obra se caracteriza por la síntesis y la desintegración de la figura. En su siguiente periodo artístico, de 1970 a 1977, el hueco se convertirá en el protagonista indiscutible de sus figuras. Sus líneas de trabajo se diversifican en el periodo 1977-1986 y por un lado desarrolla la creación abstracta con elementos metálicos y por el otro, vuelve a utilizar la madera para la creación de formas orgánicas. 
De 1986 a 1993, Morales inicia una reflexión profunda sobre el valor plástico del espacio, una síntesis del paisaje dentro del proceso de abstracción geométrica que le llevará hasta 1997 a la realización de una serie de esculturas en hierro, de gran formato para insertar en el paisaje natural o en el ámbito urbano. 
Su última etapa abarca desde 1997 hasta su fallecimiento en 2016. En este periodo su producción está marcada por una continua labor de investigación, tanto en el campo de la escultura como en el del collage, abriendo nuevas vías expresivas e indagando en nuevas posibilidades para materiales y técnicas para llegar a la simplificación máxima en la expresión escultórica. 

### Formación
Inició su aprendizaje como escultora en el año 1940 en el estudio de Enrique Cejas Zaldívar y asistió también a la Escuela de Artes y Oficios de Santa Cruz de Tenerife. En 1948 al crearse la Escuela de Bellas Artes de Santa Cruz ingresó como estudiante, cursando la carrera superior.
En 1963 fue miembro fundadora del grupo "Nuestro Arte", primer grupo artístico de acción vanguardista fundado en la posguerra en Tenerife. En 1965 creó, junto a Maud Bonneaud, Las Doce, la primera agrupación de mujeres artistas de Canarias.
El retrato del escultor Roberto Barrera le permitió obtener la Tercera Medalla en la Exposición Regional de la Universidad de La Laguna en 1951. A partir de este momento participó en numerosas exposiciones nacionales e internacionales. En su honor se creó el documental Aeroevasiones, realizado alrededor de la escultora tinerfeña María Belén Morales.

## Exposiciones
Celebró su primera exposición individual en 1958 en el municipio de Tacoronte (Tenerife) y a lo largo de su trayectoria realizó más de veinte muestras de su obra. La crítica ha valorado sobre todo sus exposiciones individuales en la Galería Skira (Madrid, 1979); su itinerante por Córdoba, Granada, Jaén y Málaga (1993-1994); Óxidos (Sala La Recova, Santa Cruz, 1995), Síntesis, con motivo de su ingreso en la Real Academia de Bellas Artes; Núcleos (2004-2005), muestra sobre las diversas fases de su trayectoria, por invitación del Gobierno de Canarias; Retos al vacío TEA (2013), muestra retrospectiva; y María Belén en Bronzo: dibujos y esculturas, última muestra individual en Sala Bronzo de La Laguna (2014).

## Museos y colecciones
Sus obras se encuentran en diversos museos y colecciones como el Museo Municipal de Bellas Artes (Santa Cruz de Tenerife), Museo de la Solidaridad Salvador Allende (Chile); Museo Internacional de Arte Contemporáneo (Lanzarote); Centro Atlántico de Arte Moderno (CAAM, Gran Canaria), Tenerife Espacio de las Artes (TEA, Tenerife), o Museo de Arte Contemporáneo Eduardo Westerdahl (MACEW, Puerto de la Cruz, Tenerife), o Fundación BBVA, Madrid.

## Premios y galardones
- 1951, Medalla en la Exposición Regional de la Universidad de La Laguna, Tenerife.
- 1961, Premio de Honor en la II Exposición Regional de Pintura y Escultura de Santa Cruz de Tenerife por su obra "Maternidad".
- Mención Honorífica en la III Exposición Regional de Pintura y Escultura de Santa Cruz de Tenerife por la obra en hierro "Icaro".
- 1963, Primer Premio de Escultura en la IV Exposición Regional de Pintura y Esculturas de Santa Cruz de Tenerife por la obra "Gánigo".
- 1964, Primer Premio de Escultura en la V Exposición Regional de Pintura y Esculturas de Santa Cruz de Tenerife por la obra "Canción de libertad".
- 1971, Premio de Honor en la I Bienal Regional del Deporte en el Arte (Gran Canaria) con su obra “Aeroevasión”.
- 2005, Premio a su trayectoria artístico-profesional por el Instituto Canario de la Mujer del Gobierno de Canarias.
- 2012, Homenaje del Colectivo de Arte PARTECAN, coordinado por el crítico de arte Celestino Hernández y varios artistas plásticos, en Tegueste La Laguna.[9]